# 第2回ベルリン国際映画祭
第2回ベルリン国際映画祭は1952年6月12日から25日まで開催された。

## 概要
第1回ベルリン国際映画祭では、審査員が金熊賞などを選出したが、国際映画製作者連盟によるとAレベルの国際映画祭でない限り選出された審査員が審査をすることができないため、今回からは観客によって選ばれることになった。

## 受賞
- 金熊賞：『春の悶え』（アルネ・マットソン）
- 銀熊賞：『花咲ける騎士道』（クリスチャン＝ジャック）
- 銅熊賞：『Cry, The Beloved Country』（ゾルタン・コルダ）

## 上映作品
長編映画のみ記載
- 花咲ける騎士道 - クリスチャン＝ジャック（イタリア・フランス）
- 春の悶え - アルネ・マットソン（スウェーデン）
- Cry, The Beloved Country - ゾルタン・コルダ（イギリス）
- Un grand patron - イヴ・シャンピ（フランス）
- 羅生門 - 黒澤明（日本）
- 河 - ジャン・ルノワール（フランス・インド・アメリカ合衆国）
- ミラノの奇蹟 - ヴィットリオ・デ・シーカ（イタリア）
- Unter den tausend Laternen - エーリヒ・エンゲル（ドイツ・フランス）
- Moglie per una notte - マリオ・カメリーニ（イタリア）